# 乒乓球 (電視劇)
《乒乓球》（：／），為韓國JTBC於2018年9月17日播出的Drama Festa、月火劇，改編自同名網路漫畫，內容
本劇描述男大生與一個神秘的流浪漢相遇後漸漸產生出同理心，彼此惺惺相惜。其中穿插流浪漢命案，是一個既感性又懸疑的故事。

## 演員陣容

### 主要人物
| 演員   | 角色   | 介紹 |
| 劉在明 | 金得煥 | 在跨江大橋橋墩下的河床上搭帳蓬居住的流浪漢。 後來把帳蓬移到對面的河床上。其理由是可以看見河對岸的公寓大樓。 他的妻子就住在那裡面。 雖然目前落魄，過去也曾風光過一時。 誤信投機客的花言巧語，孤注一擲的投資一去不回。 帶著僅剩的一點積蓄離開妻子過著流浪的生活。 因為患有腦腫瘤，手邊剩下的一點錢都用來看病買藥。 |
| 金志洙 | 金永俊 | 大學哲學系學生。 住在視野很好可以看見江面和大橋的大而幾乎是空蕩蕩的高樓住宅裡。 很多打包的行李甚至都沒打開。 看著銀行發來簡訊告知父親（金賢勝）透過電子金融匯入 140萬7000韓元, 可用額度275萬2000韓元。 125萬韓元, 可用額度299萬2千5百韓元。 120萬韓元, 可用額度347萬1810韓元。 150萬韓元, 可用額度327萬2260韓元。……（1萬韓元約為台幣273元） 最後一筆是6個月前。無法坐吃山空，迫使他不得不去打工。 喜歡仁荷，但被拒絕。 看見她臉上、身上的傷，懷疑她被男友暴力相向，但也被她否認。 某一天仁荷厭煩他的關懷和緊緊跟隨退回他送她的小熊玩偶。 深陷無法實現愛情的苦惱中。 雖然自己手頭也很緊，但和金得煥認識後覺得值得交心。 基於同理心，想幫助他達成再見妻子一面的心願。 |

### 其他人物
| 演員   | 角色   | 介紹 |
| 崔光一 |        | 酒吧老闆，過去也曾經是流浪漢。                                                                              |
| 李玄均 |        | 戴眼鏡的上班族。 到酒吧喝酒時，常唉聲嘆氣，甚至表示不想再活下去。 最終被酒吧老闆殺害並棄屍於橋下。          |
| 徐東甲 |        | 事業家。帶著第一手資料給金得煥。其後新聞出現相關報導。 使金得煥認為他的消息來源可靠可以獲利而投下大筆資金。 |
| 鄭榮基 |        | 崔先生，酒吧常客。常和一票朋友在酒吧聚賭。 上班族的頽廢表現看在眼裡， 和同桌賭友打賭上班族明天會不會出現。  |
| 海嶺   | 仁荷   | 永俊關心的女學生，懷疑她被男友暴力對待。                                                                    |
| 李中玉 |        | 刑警1。跨江大橋橋下的水面上出現浮屍，為𨤸清案情到酒吧查訪。                                                 |
| 宋哲浩 |        | 刑警2。和刑警1一起出勤到酒吧查訪。                                                                          |
| 李在恩 |        | 大嬸。 |
| 趙秀鶴 |        | 審訊刑警。偵辦流浪漢命案，約談附近流浪漢和酒吧常客。                                                        |
| 劉秉勳 | 裴尚燁 | 裴氏。最先被殺的流浪漢。                                                                                    |
| 李允宰 |        | 把資金交給金得煥操作的投資者。                                                                              |
| 孫容煥 |        | 得煥的同事。                                                                                                |
| 白成日 |        | 刑事科長。                                                                                                  |
| 趙秀敏 |        | 便利商店打工生。                                                                                            |
| 崔教植 |        | 流浪漢販賣員。                                                                                              |
| 金敏彩 |        | 得煥的妻子。                                                                                                |

## 收視率
| 集數       | 播出日期   | AGB 收視率       | TNmS 收視率      |
| 集數       | 播出日期   | 大韓民國（全國） | 大韓民國（全國） |
| ---------- | ---------- | ---------------- | ---------------- |
| 1          | 2018/09/17 | 1.542%           |                  |
| 2          | 2018/09/18 | 1.042%           |                  |
| 平均收視率 | 平均收視率 | 1.292%           | －               |

- 收視最低的集數以藍色表示，收視最高的集數以紅色表示，而空格則表示該集的收視沒有相關數據。

## 外部連結
- 韓國JTBC官方網站 （页面存档备份，存于）

| 韓國 JTBC Drama Festa                  | 韓國 JTBC Drama Festa                    | 韓國 JTBC Drama Festa                            |
| -------------------------------------- | ---------------------------------------- | ------------------------------------------------ |
|                                        | 乒乓球 （2018年9月17日 - 2018年9月18日） |                                                  |
| 韓汝凜的回憶 （2017年12月31日）        | 麝香貓人 （2019年12月30日）              |                                                  |
| JTBC 月火劇                            |                                          |                                                  |
| Life （2018年7月23日 - 2018年9月11日） | 乒乓球 （2018年9月17日 - 2018年9月18日） | Beauty Inside （2018年10月1日 - 2018年11月20日） |